# Ützenburg
Die Ützenburg ist eine abgegangene mittelalterliche Niederungsburg in der ostwestfälischen Stadt  Petershagen-Döhren im Kreis Minden-Lübbecke in Nordrhein-Westfalen.

## Beschreibung
Nördlich vom Ortskern der Gemeinde Döhren befindet sich die Burgstätte, die seit dem 5. Dezember 1996 ein eingetragenes Bodendenkmal ist. In der Denkmalliste der Stadt Petershagen wird das Bodendenkmal unter der Nummer 1. geführt.
Das Denkmal, das obertägig nicht mehr ohne Hilfsmittel (Georadar, Befliegung etc.) sichtbar ist, befindet sich in der Weserniederung auf einem Geländerücken an der Gehle. In ausgewerteten Luftbildern zeichneten sich deutlich die Strukturen der unterirdisch erhaltenen Burg samt dazugehöriger Vorburg ab. Die Kernanlage hat einen Durchmesser von ungefähr 70 Metern. Schließt man die vorgelagerten Wälle der Anlage mit ein, so weist die Burg eine Länge von 180 Metern und eine Breite von bis zu 100 Metern auf.
Eine erste urkundliche Erwähnung der Burg stammt aus dem 12./13. Jahrhundert. Im rheinisch-westfälischen Urkataster, welches von 1819 bis 1834 erstellt wurde, taucht nur noch der Flurname „Ussenburg“ auf.
Rund 350 Meter von der historischen Burg entfernt befindet sich eine ca. 170 Meter lange Straße, die noch heute den Namen Ützenburg trägt und an die mittelalterliche Burganlage erinnert.

## Entdeckung
Erstmals in einem Maisfeld zu erkennen war die Ützenburg laut den Archäologen Baoquan Song (Ruhr-Universität Bochum) und Hans-Otto Pollmann (LWL-Archäologie für Westfalen) im Jahr 2019. Die Bewuchsmerkmale waren bereits in digitalen Orthofotos (DOP) aus den Jahren 1999–2000 deutlich zu erkennen, wenngleich nicht in einem Maisfeld. Auch auf jüngeren digitalen Orthofotos, zum Beispiel aus dem Jahre 2008, sind die positiven und negativen Bewuchsmerkmale erkennbar.